# ساندر فان دورن
ساندر فان دورن (Sander van Doorn) دي جي و منتج هولاندي مختص في موسيقى الرقص الإلكترونية من مواليد 28 فبراير 1979 .بدأ مسيرته الموسيقية سنة 2004 عبر إطلاق مجموعة من الأغاني من نوع تيكنو_ترانس (بالإنجليزية: techo_trance)‏ .تعاقد مع شركة أوكسجين للتسجيلات (بالإنجليزية: oxygen recording)‏ .

## روابط خارجية
- ساندر فان دورن على موقع ميوزك برينز (الإنجليزية)
- ساندر فان دورن على موقع أول ميوزيك (الإنجليزية)
- ساندر فان دورن على موقع ديسكوغز (الإنجليزية)

- ساندر فان دورن على موقع ميوزك برينز (الإنجليزية)
- ساندر فان دورن على موقع أول ميوزيك (الإنجليزية)
- ساندر فان دورن على موقع ديسكوغز (الإنجليزية)